# Liste der Baudenkmale in Egestorf
In der Liste der Baudenkmale in Egestorf sind alle Baudenkmale der niedersächsischen Gemeinde Egestorf aufgelistet. Die Quelle der Baudenkmale ist der Denkmalatlas Niedersachsen (Stand: 15. Januar 2023).

## Allgemein
In den Spalten befinden sich folgende Informationen:
- Lage: die Adresse des Baudenkmales und die geographischen Koordinaten. Kartenansicht, um Koordinaten zu setzen. In der Kartenansicht sind Baudenkmale ohne Koordinaten mit einem roten Marker dargestellt und können in der Karte gesetzt werden. Baudenkmale ohne Bild sind mit einem blauen Marker gekennzeichnet, Baudenkmale mit Bild mit einem grünen Marker.
- Bezeichnung: Bezeichnung des Baudenkmales
- Beschreibung: die Beschreibung des Baudenkmales.
- ID: die Nummer des Baudenkmales
- Bild: ein Bild des Baudenkmales

## Egestorf
| Lage                                                           | Bezeichnung | Beschreibung | ID       | Bild |
| -------------------------------------------------------------- | ----------- | ------------ | -------- | ---- |
| Hinter der Kirche 53° 11′ 37″ N, 10° 3′ 46″ O                  | Kirche      |              | 32720753 |      |
| Hinter der Kirche 53° 11′ 37″ N, 10° 3′ 46″ O                  | Glockenturm |              | 32720773 |      |
| Hinter der Kirche 53° 11′ 37″ N, 10° 3′ 46″ O                  | Kirchhof    |              | 32720641 |      |
| Im Sande 1 53° 11′ 42″ N, 10° 3′ 54″ O                         | Räucherkate |              | 32720793 | BW   |
| Lübberstedter Straße 5 53° 11′ 42″ N, 10° 3′ 55″ O             | Wohnhaus    |              | 32720674 | BW   |
| Lübberstedter Straße 5 53° 11′ 42″ N, 10° 3′ 56″ O             | Scheune     |              | 32720693 | BW   |
| Lübberstedter Straße 17 53° 11′ 40″ N, 10° 4′ 9″ O             | Hofmauer    |              | 32720832 | BW   |
| Lübberstedter Straße 17 53° 11′ 41″ N, 10° 4′ 10″ O            | Bauernhaus  |              | 32720812 | BW   |
| Lübberstedter Straße 5 53° 11′ 42″ N, 10° 3′ 54″ O             | Schmiede    |              | 32720713 | BW   |
| Sudermühler Weg 2 53° 11′ 35″ N, 10° 3′ 45″ O                  | Wohnhaus    | Küsterhaus   | 32720856 |      |
| Sudermühler Weg 2 53° 11′ 36″ N, 10° 3′ 45″ O                  | Stall       |              | 32720874 |      |
| Sudermühler Weg 3 53° 11′ 34″ N, 10° 3′ 42″ O                  | Bauernhaus  |              | 32720886 |      |
| Sudermühler Weg 6 53° 11′ 35″ N, 10° 3′ 39″ O                  | Bauernhaus  |              | 32720904 |      |
| Straße zw. Egestorf u. Sudermühlen 53° 11′ 32″ N, 10° 3′ 25″ O | Weg         |              | 50298992 | BW   |

## Döhle
| Lage                                       | Bezeichnung | Beschreibung | ID       | Bild |
| ------------------------------------------ | ----------- | ------------ | -------- | ---- |
| Dorfstraße 38 53° 9′ 46″ N, 10° 2′ 25″ O   | Bauernhaus  |              | 32720922 |      |
| Dorfstraße 41 h 53° 9′ 46″ N, 10° 2′ 15″ O | Backhaus    |              | 32720939 | BW   |

## Evendorf
| Lage                                              | Bezeichnung | Beschreibung | ID       | Bild |
| ------------------------------------------------- | ----------- | ------------ | -------- | ---- |
| Evendorfer Osterfeld 17 53° 9′ 7″ N, 10° 4′ 18″ O | Bauernhaus  |              | 26950464 | BW   |

## Sahrendorf
| Lage                                         | Bezeichnung               | Beschreibung  | ID       | Bild |
| -------------------------------------------- | ------------------------- | ------------- | -------- | ---- |
| Bollberg 4 53° 12′ 9″ N, 10° 1′ 44″ O        | Bauernhaus                |               | 32721033 | BW   |
| Im Sahrendorf 13 53° 12′ 10″ N, 10° 1′ 44″ O | Scheune                   | Laubenscheune | 32720976 | BW   |
| Im Sahrendorf 18 53° 12′ 11″ N, 10° 1′ 40″ O | Bauernhaus                |               | 32721051 | BW   |
| Im Sahrendorf 20 53° 12′ 9″ N, 10° 1′ 39″ O  | Wohn-/ Wirtschaftsgebäude |               | 32720995 | BW   |
| Im Sahrendorf 22 53° 12′ 8″ N, 10° 1′ 38″ O  | Häuslingshaus             |               | 32721014 | BW   |
| Zum Dorfpark 7 53° 12′ 2″ N, 10° 1′ 53″ O    | Bauernhaus                |               | 32721068 | BW   |
| Zur Südermühle 3 53° 12′ 7″ N, 10° 1′ 44″ O  | Bauernhaus                |               | 32721085 | BW   |

## Schätzendorf
| Lage                                           | Bezeichnung               | Beschreibung | ID       | Bild |
| ---------------------------------------------- | ------------------------- | ------------ | -------- | ---- |
| Im Schätzendorf 26 53° 12′ 36″ N, 10° 1′ 57″ O | Bauernhaus                |              | 32720604 | BW   |
| Im Schätzendorf 38 53° 12′ 43″ N, 10° 1′ 55″ O | Wohnhaus                  |              | 32720624 | BW   |
| Stembargsweg 1 53° 12′ 42″ N, 10° 1′ 57″ O     | Wohn-/ Wirtschaftsgebäude |              | 32720731 | BW   |

### Forstgrenzsteine
| Lage                                                     | Bezeichnung      | Beschreibung | ID | Bild |
| -------------------------------------------------------- | ---------------- | --- | -- | ---- |
| Nordöstlich von Schätzendorf 53° 12′ 50″ N, 10° 2′ 39″ O | Forstgrenzsteine | Gruppierung von 18 örtlich zusammenhängenden Forstgrenzsteinen 32721102 32721119 32721135 32721151 32721167 32721183 32721199 32721215 32721231 32721247 32721263 32721343 32720572 32720588 32721279 32721295 32721311 32721327 |    | BW   |